# بات أوكونور (سائق فورمولا 1)
بات أوكونور (بالإنجليزية: Pat O'Connor) هو سائق فورمولا 1 أمريكي، ولد في 9 أكتوبر 1928 في نورث فيرنون في الولايات المتحدة، وتوفي في 30 مايو 1958 في إنديانابوليس في الولايات المتحدة.